# 五分钟
五分钟，全称上海五分钟网络科技有限公司，公司創立初期名為上海你我信息服务有限公司，是一家總部位於中華人民共和國上海市杨浦区創智天地的電子遊戲開發商和發行商。主要開發社交遊戲，代表作為《開心農場》。

## 歷史
2006年华东理工大学信息學院畢業的郜韶飞邀請朋友徐城和程延辉創業，三人在上海成立五分鐘前身「上海你我信息服务有限公司」，徐城曾在信息學院就讀後移民美國就讀美國南加州大學，程延辉則畢業於華中科技大學。公司的啟動資金是來自上海市大學生創業基金的15萬人民幣，位於徐家匯，早期的業務是提供網絡書籤服務和網站外包，為了獲得訂單徐城還前往美國，隨著業務發展公司人員擴充到30人。
2008年金融危机後，公司原有業務大受衝擊，三人決定利用之前外包時累積的開發Facebook上的網頁遊戲經驗，公司轉型開發這類社交遊戲。公司亦更名「五分鐘」，寓意公司出品的作品每天只需花五分鐘遊玩即可。2008年6月開始，五分鐘相繼開發了棋牌类遊戲《疯狂王后》、拼图类遊戲《爱拼才会赢》和賽車遊戲《赛车总动员》三個遊戲，這些作品並沒有獲得反響，公司也不斷有員工離職，員工一度減少到12人。同年11月五分鐘開發的《開心農場》在校內網（人人网前身）上線並快速流行，12月16日遊戲推出了收費的虛擬道具，開創了該類別遊戲新的商業模式，遊戲日活躍用戶到2009年春節超過一百萬。2009年4月遊戲在Facebook上線，四個月後遊戲日活躍用戶達170萬。2009年末德丰杰投资為五分鐘提供350萬美元融資，公司也隨即搬到創智天地。《開心農場》之後也登陸腾讯、51.com、百度等中國大陸社交平台，遊戲上線一年就在各平台擁有上千萬用戶。其中《開心農場》2009年4月進駐QQ空間，遊戲讓2009年第三季度QQ空間活躍用戶數量按季增長三分之一，騰訊之後一次性買斷遊戲在QQ平台上使用權，並在8月將遊戲更名「QQ农场」。其他平台則由五分鐘獨立營運遊戲，中國大陸和海外收入的比例是1比1。《開心農場》的流行也導致其他遊戲開發商推出類似的作品。
2010年2月，五分鐘推出了續作《開心農場2》。7月獲得Cyber Agent100萬美元的融資，同月與新浪微博聯合建立新公司「微遊戲」營運新浪微博上社交遊戲，徐城出任新公司首席执行官。8月推出《小小战争》，11月，五分鐘與盛大展開合作，旗下遊戲進駐盛大开放平台。2011年末五分鐘已經出現經營虧損，2012年公司開始大規模裁員，員工數量從近300人裁減到20多人，到6月開發團隊已經解散，8月完成資產清算，2013年1月公司結業。公司部分資產出售給同樣營運社交遊戲的智明星通和恺英网络，微遊戲的股份則出售給新浪及其他投資人。

## 開發遊戲
- 《疯狂王后》（2008年）[3]
- 《爱拼才会赢》（2008年）[3]
- 《赛车总动员》（2008年）[3]
- 《開心農場》（2008年）[4]
- 《開心農場2》（2010年）[4]
- 《小小战争》（2010年）[13]
- 《小小船长》（2011年）[16]
- 《小小乐园》（2011年）[15]